# KJFG n°5
Pour plus de détails, voir Fiche technique et Distribution.
KJFG n°5 est un court métrage d'animation hongrois réalisé par Alexei Alexeev, sorti en 2007.
Il remporte le prix Sacem de la musique originale au festival d'Annecy 2008 et le choix du public d'Annecy pour l'élection du film le plus drôle lors de l'édition 2013.

## Synopsis
Trois musiciens, un ours, un lapin et un loup répètent dans la forêt lorsqu'un chasseur arrive.

## Fiche technique
- Titre : KJFG n°5
- Réalisation : Alexei Alexeev
- Scénario : Alexei Alexeev
- Musique : Alexei Alexeev
- Producteur : András Erkel
- Production : Studio Baestarts
- Distribution : Studio Baestarts
- Pays d'origine :  Hongrie
- Durée : 2 minutes
- Date de sortie : 2007

## Distinctions
Lors de l'édition 2008 du festival international du film d'animation d'Annecy, le film reçoit le prix Sacem de la musique originale. Il fait aussi partie de la sélection des films les plus drôles en 2013 et remporte le choix du public dans cette catégorie.